# Vertanding

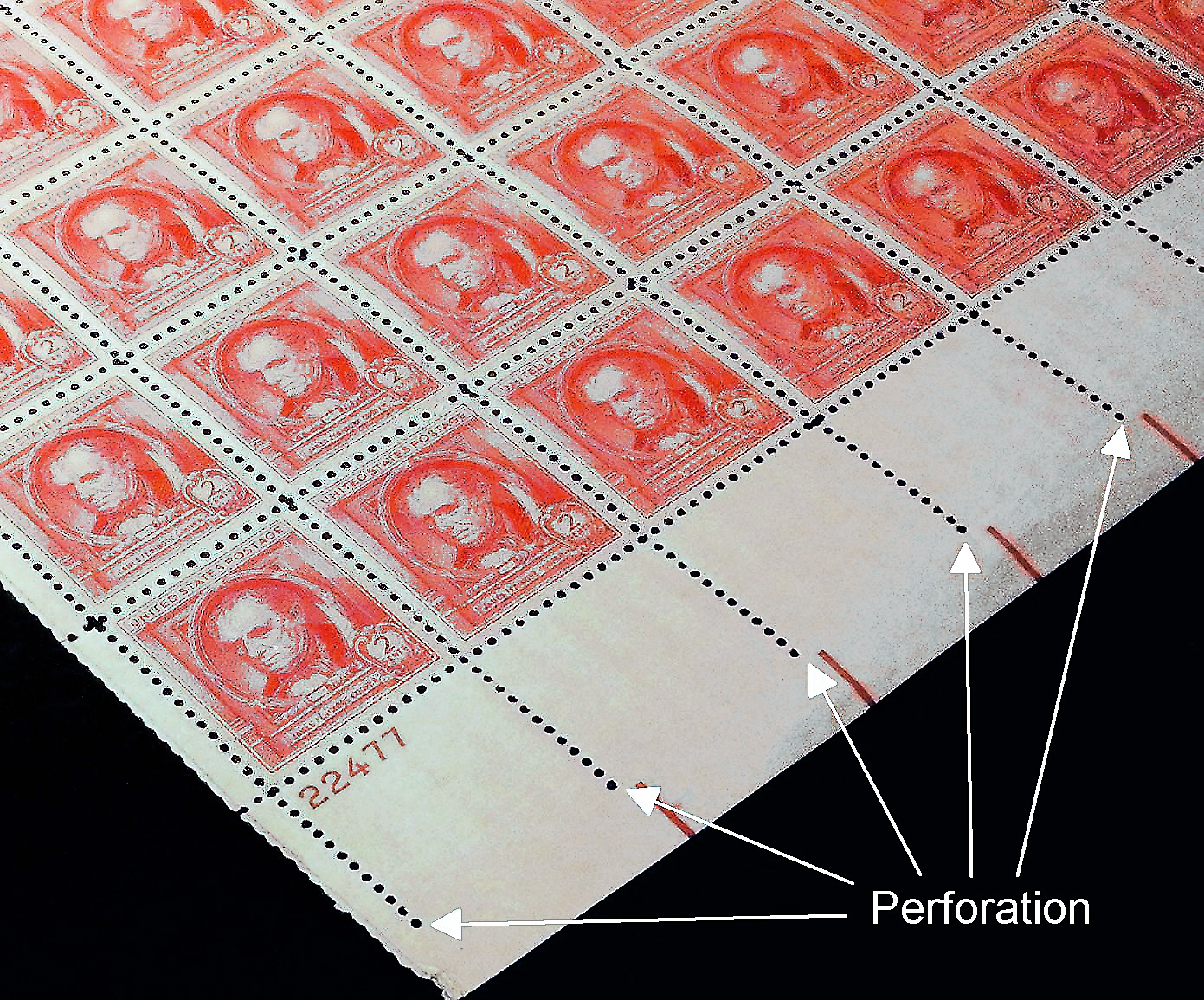
Voorbeeld van een postzegelvel met lijntanding

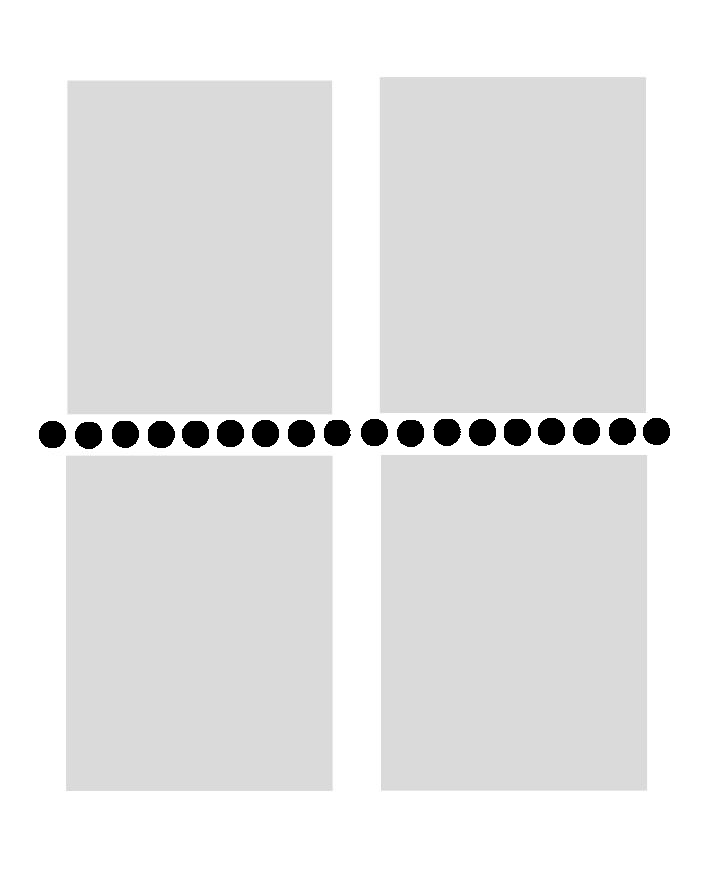
Lijntanding:eerste stap (horizontale perforatie)

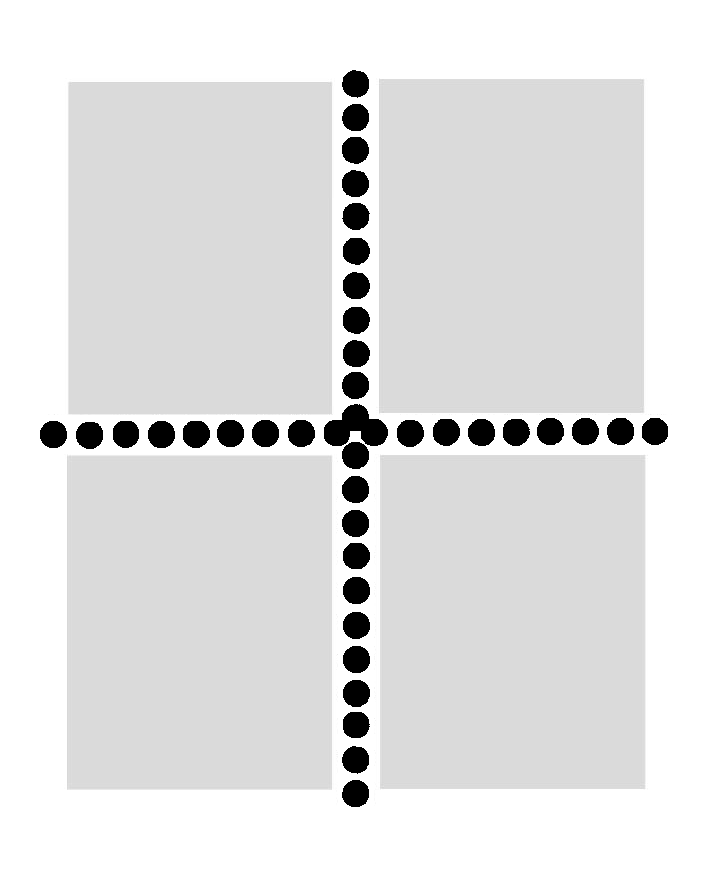
Lijntanding:tweede stap (verticale perforatie)

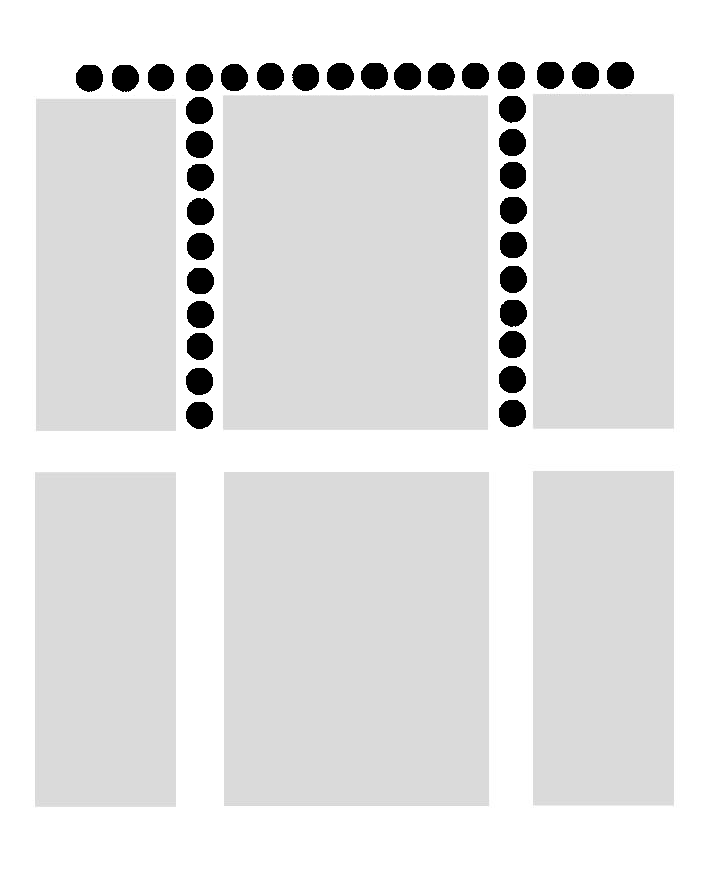
Kamtanding:eerste slag

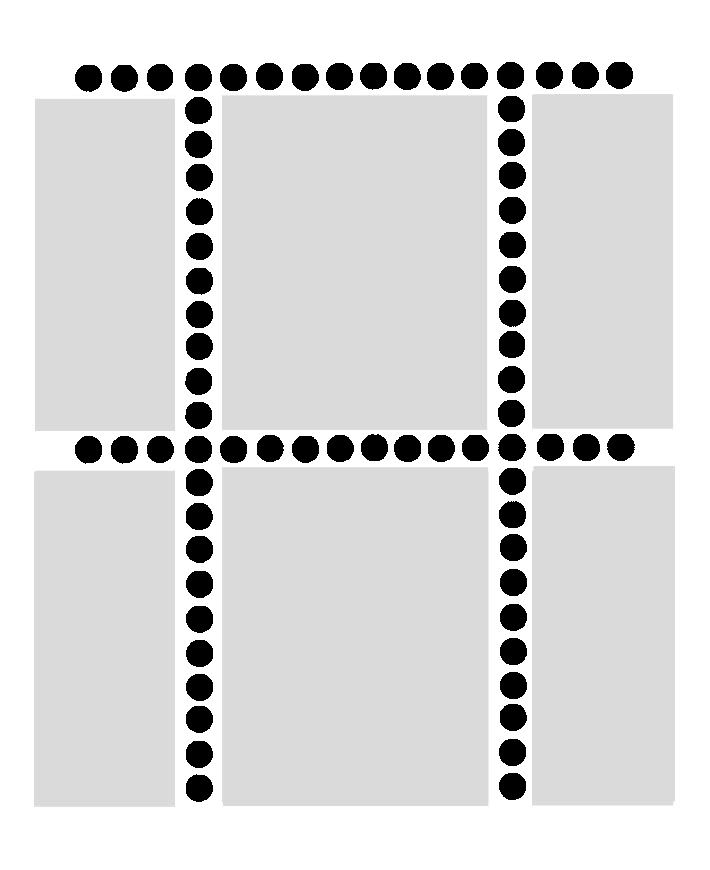
Kamtanding:tweede slag

Met vertanding wordt in de filatelie de perforatie van postzegels bedoeld. Deze is bedoeld om de zegels eenvoudig uit een vel te kunnen scheuren.

## Geschiedenis
Voor het gebruik van perforatie werden de postzegels door een loketbeambte uit een vel geknipt. Dit nam tijd in beslag en leidde niet altijd tot een fraai resultaat, zeker niet wanneer er veel klanten stonden te wachten en het knippen snel moest gebeuren. De Ier Henry Archer (1806-1863) wordt algemeen beschouwd als de uitvinder van de perforatie bij postzegels. Hij verkocht zijn patent aan het Britse Ministerie van Financiën.
Vanaf ca. 1860 werden postzegels geperforeerd. De machines hiervoor werkten in de beginjaren niet altijd optimaal. We onderscheiden de volgende soorten perforatie, afhankelijk van de toegepaste techniek:
- Lijntanding. Hierbij worden de horizontale en verticale rijen gaatjes afzonderlijk gemaakt, vaak door twee verschillende machines waardoor de tandingsmaat (het aantal gaatjes per 2 cm) in beide richtingen kan verschillen. Lijntanding is aan losse zegels meestal te herkennen aan de onregelmatige tanden op de hoeken van de zegels. Een ontbrekende hoektand is meestal geen gebrek, maar een gevolg van het productieproces.

- Kamtanding. Hierbij worden drie zijden van de zegel in een enkele slag geperforeerd met behulp van een kamvormig werktuig. Na iedere slag wordt het papier een zegel getransporteerd, waarna de volgende zegels worden geperforeerd.

- Raamtanding. Deze methode verschilt in zoverre van kamtanding dat alle zijden van de zegels in een enkele slag worden geperforeerd.

- Scheerperforatie. Hierbij worden de gaten met een wals als reliëf in het papier gedrukt, waarna een mes het overtollige papier afsnijdt. Deze techniek is de modernste.

## Variëteiten
Men heeft in het verleden vaak met verschillende tandingen en technieken geëxperimenteerd. De tanding moet namelijk voldoende sterk zijn om de zegels bij normaal hanteren van de vellen niet spontaan los van elkaar te laten komen en tegelijkertijd voldoende zwak om de zegels met geringe kracht van elkaar los te scheuren zonder ze te beschadigen. Door alle experimenten zijn dezelfde zegels, meestal langlopende postzegels, vooral in de begintijd met verschillende tandingen vervaardigd. Een tandingmeter geeft uitsluitsel met welke variëteit men van doen heeft. Wanneer een tanding slechts voor een klein deel van de oplage is gebruikt, kan een postzegel met de betreffende tanding aanzienlijk waardevoller zijn dan een zegel met een andere, meer voorkomende tanding.

## Rollen en boekjes
Zegels uit rollen en postzegelboekjes hebben vaak een afwijkende tanding ten opzichte van de zegels die in vellen worden vervaardigd. Zo is voor een rol zegels tanding langs de randen overbodig en moeten de zegels bij grotere kracht van elkaar loskomen dan bij vellen het geval is. In 1924 kwam in Nederland een postzegelplakautomaat in de handel, waarvoor rollen benodigd waren. Deze rollen braken te vaak af, waarna de Nederlandse PTT de samenhang tussen de zegels versterkte door enkele pennen uit de perforatiemachine te nemen. Hiermee was de roltanding ontstaan. Men bleef tot midden jaren 30 roltandingzegels vervaardigen. Hierna maakte men de perforatiegaatjes kleiner, wat hetzelfde effect had als roltanding.
Bij de zegelrollen die in postzegelautomaten worden geplaatst, ontbreekt de tanding langs de randen. Men begon hiermee in de Verenigde Staten in 1910.
Bij postzegelboekjes ontbreekt de perforatie langs de randen van het boekje. Oudere Nederlandse automaatboekjes hebben vanwege het productieproces (de inhoud van de boekjes werd kopstaand naast elkaar gedrukt en daarna langs de perforatie losgescheurd of gesneden) vertanding aan 1 zijde, die voor het gebruik van het boekje overbodig lijkt.

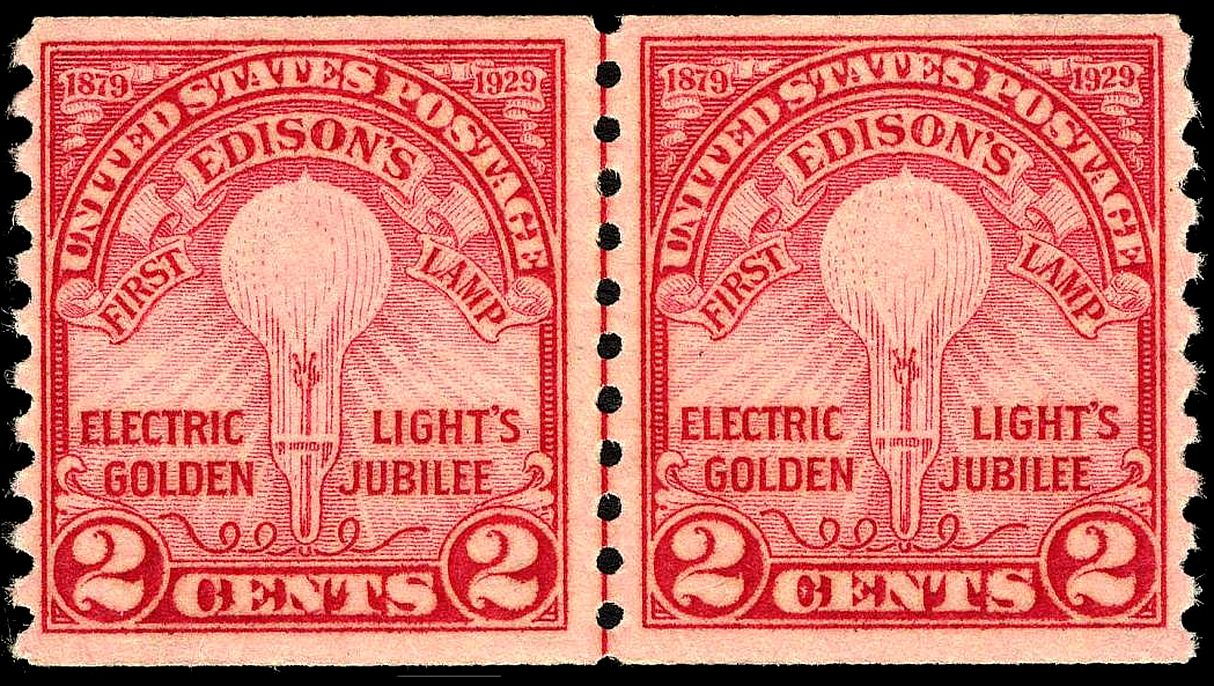
Voorbeeld van perforatie tussen twee zegels uit een rol

andreaskruis · baarfrankering · brandkastzegel · cinderella · decemberzegel · dienstzegel · doorloper · dwangtoeslagzegel · eerste postzegelemissie · gelegenheidszegel · gemeenschappelijke postzegelemissie · gemengde frankering · gepersonaliseerde postzegel · kinderpostzegel · langlopende postzegel · luchtpostzegel · perfin · portzegel · postpakketzegel · postzegel met tab · postzegelboekje · spoorwegzegel · toeslagzegel · vertanding · voorafstempeling · zelfklevende postzegel · zomerpostzegel · zondagstrookje
Portaal · Categorie